# Bassin des Ladres
Le bassin des Ladres est aujourd'hui un pédiluve d'eau chaude thermale localisé à Ax-les-Thermes dans le département de l'Ariège, et répertorié par la Région Occitanie pour son intérêt culturel, historique ou scientifique. Il est inscrit au titre des monuments historiques depuis 1979.

## Histoire
Le bassin est inscrit à l'inventaire des Monuments historiques par arrêté du 11 juillet 1979. Contigu à l'hôpital construit en 1260, ce bassin servait au traitement des compagnons d'armes de Saint-Louis, rapportant des croisades la lèpre ou des maladies de peau. C'est un bassin rectangulaire de 12,50m sur 10m, entouré par trois degrés en granit. Il est alimenté par des sources chaudes sourdant entre les dalles de pierre qui en constituent le fond. A proximité se trouvent d'autres sources aux eaux sulfureuses.

## Galerie

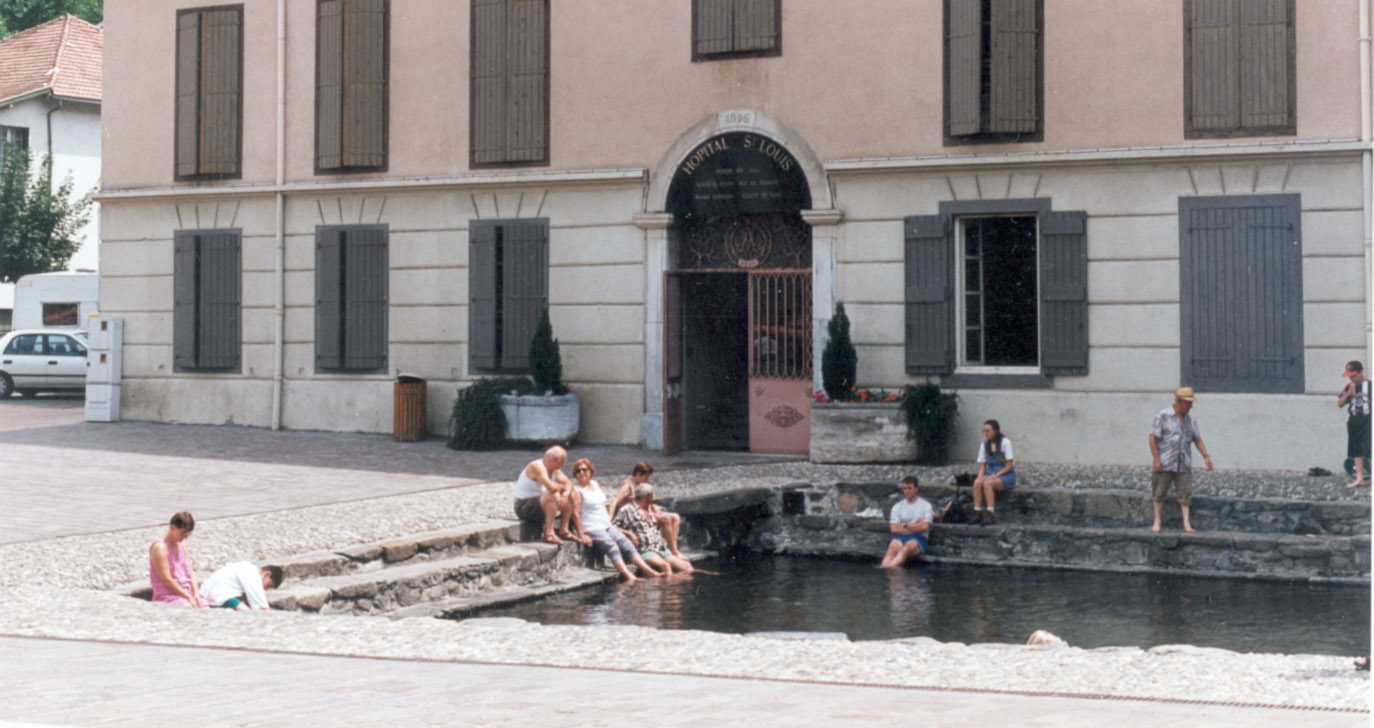
Le bassin en 2007.
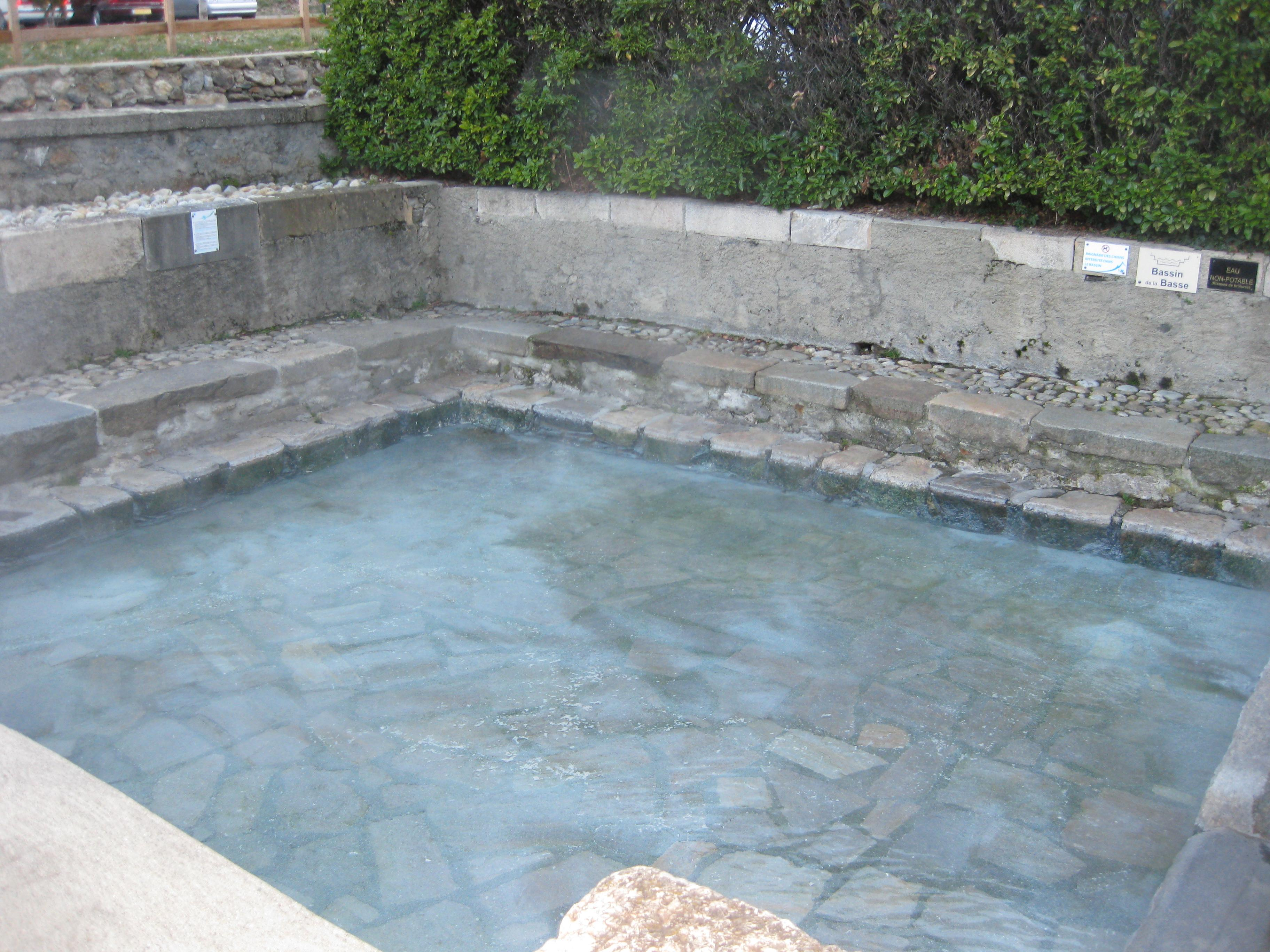
Le fond du bassin et ses degrés en granite en 2011.
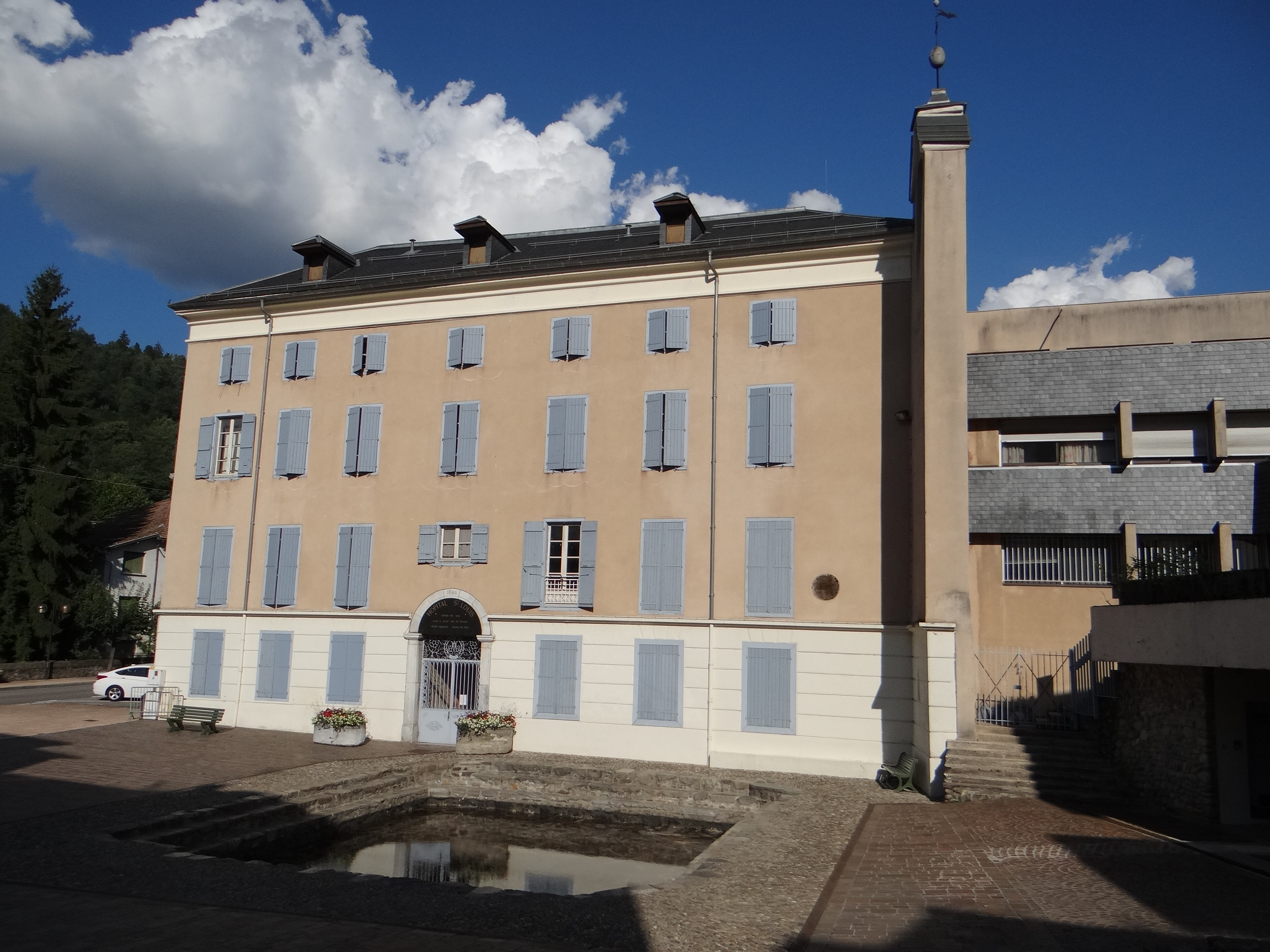
Le bassin en 2018 devant l'hôpital Saint-Louis.